# Teleste
Teleste ou Telestes foi um rei de Corinto.
Teleste era filho do rei Aristomedes (ou Aristodemo), da dinastia dos baquíadas, mas era muito jovem quando seu pai morreu, e teve o poder usurpado por Agemon, irmão do seu pai. Agemon reinou por dezesseis anos, sendo sucedido por Alexandre, que reinou por vinte e cinco anos até ser assassinado por Teleste.
Teleste reinou por doze anos, até ser assassinado por seus parentes.
Segundo Diodoro Sículo, ele foi sucedido por Automenes, que reinou por um ano, e depois o poder passou a ser exercido pelos descendentes de Héracles, inicialmente duzentos em número, que, a cada ano, escolhiam um deles para exercer o poder real.
Segundo Pausânias, foi depois da morte de Teleste, assassinado por Arieu e Perantas, que o poder passou a ser exercido por Presidentes (Prytanes).
Este regime durou até a tirania de Cípselo, noventa anos depois.